# Gardien de la paix (France)
Pour les articles homonymes, voir Gardien de la paix.
En France, le gardien de la paix et les gradés (brigadier-chef de police et major de police) constituent le corps d’encadrement et d’application (CEA) de la Police nationale. Ils participent aux missions qui incombent aux services actifs de police et exercent celles qui leur sont conférées par le code de procédure pénale. Ils sont dotés d'une tenue d'uniforme. Ce sont des agents de catégorie B de la fonction publique. Après leur titularisation, ils peuvent faire carrière au sein de la Police nationale.

## Histoire
C'est en 1829 que le préfet Louis-Marie de Belleyme crée la première police en uniforme : les sergents de villes qui sont donc les ancêtres des gardiens de la paix[réf. nécessaire].
En 1829, ils sont 85, en 1846, ils sont 292 et leur nombre ne cessera de croître.

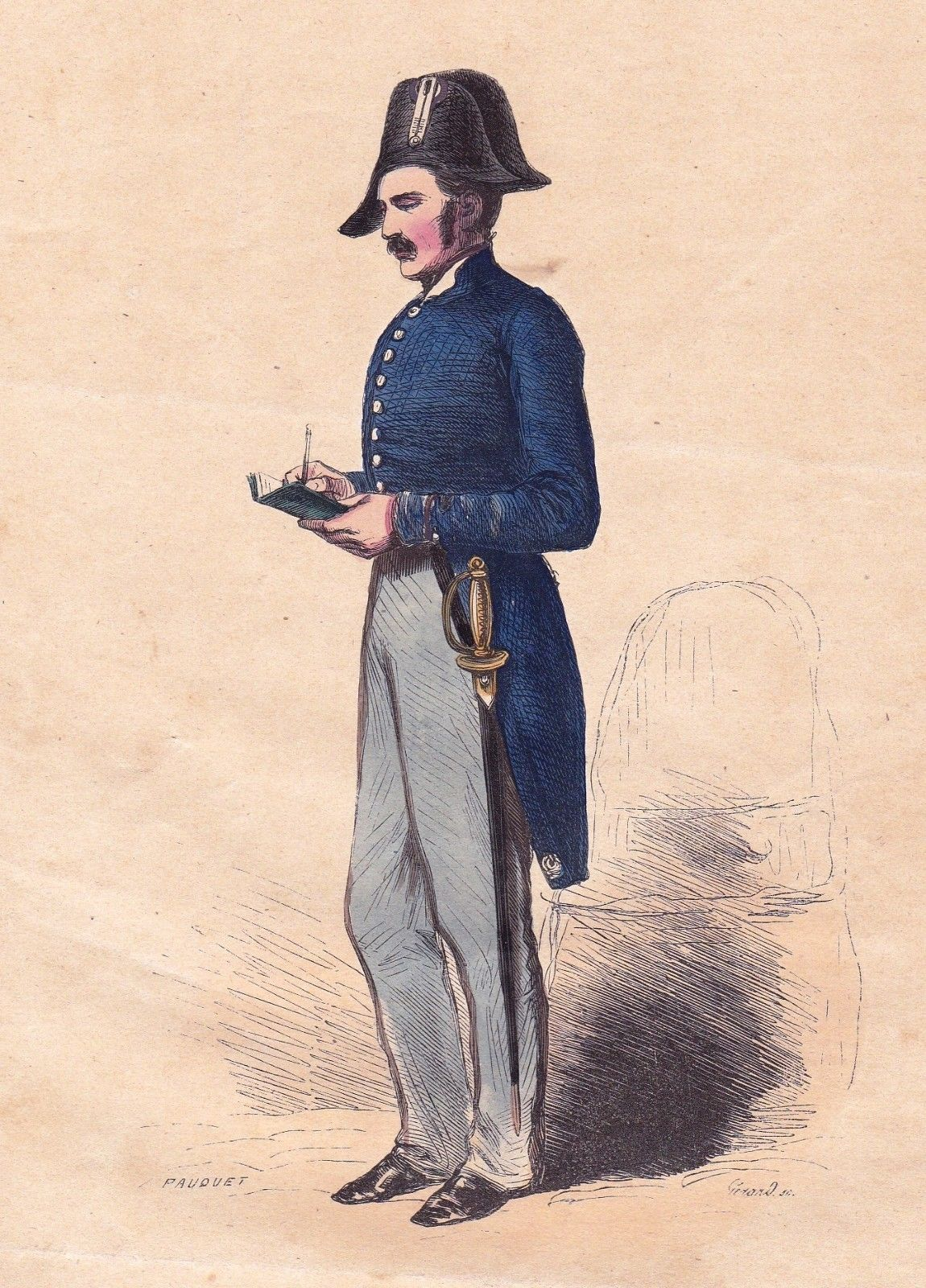
Sergent de ville, lithographie de Hippolyte Pauquet, 1842.
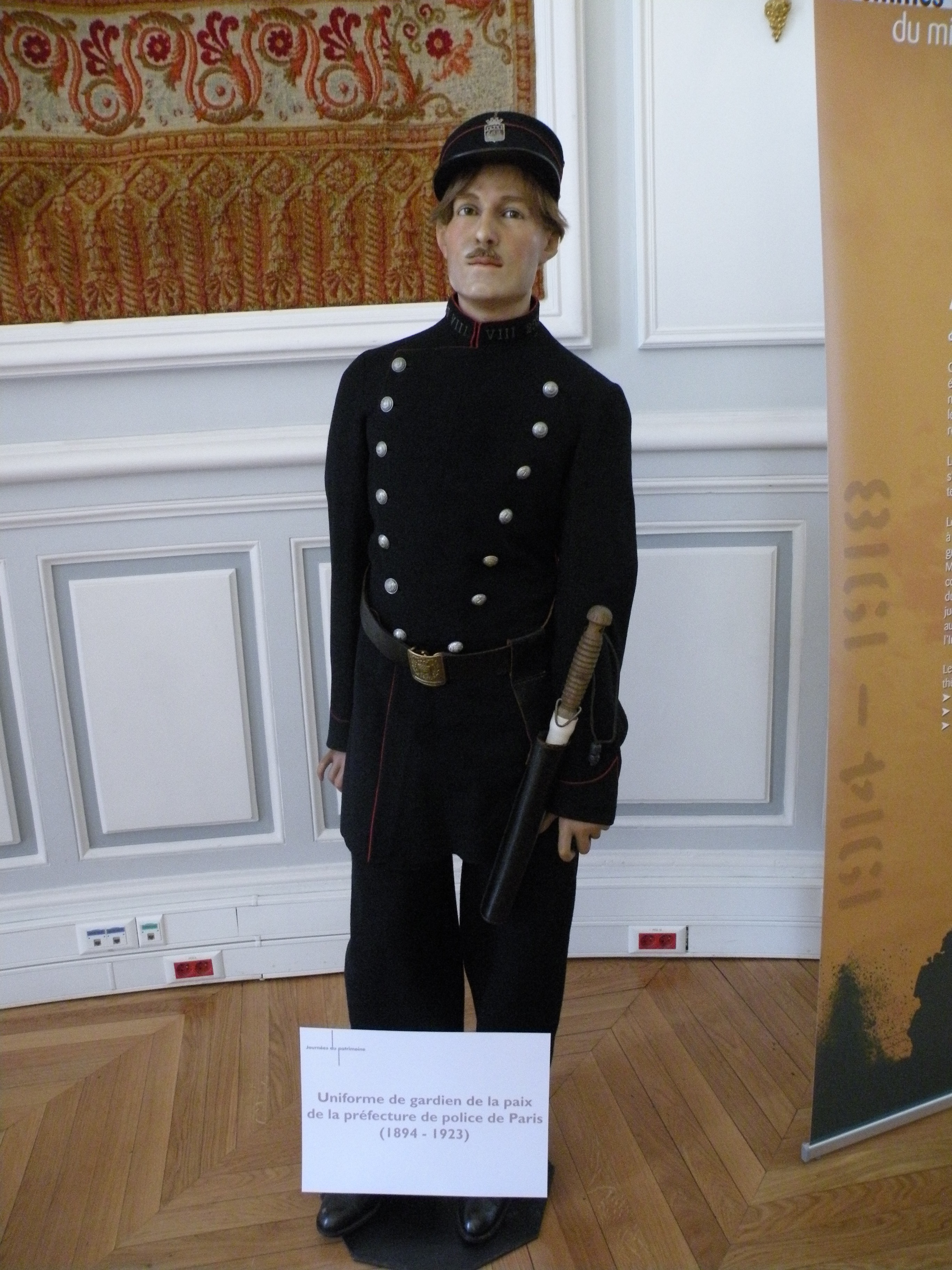
Gardien de la paix de la préfecture de police (Paris) (1894-1923).

Le 7 septembre 1870, le préfet Émile de Kératry remplace l'appellation de sergents de ville (les vieux « sergo » haïs par Jules Vallès et ayant acquis une image négative) par celle de gardiens de la paix publique (appelés alors gardiens de la paix civile).

## Missions

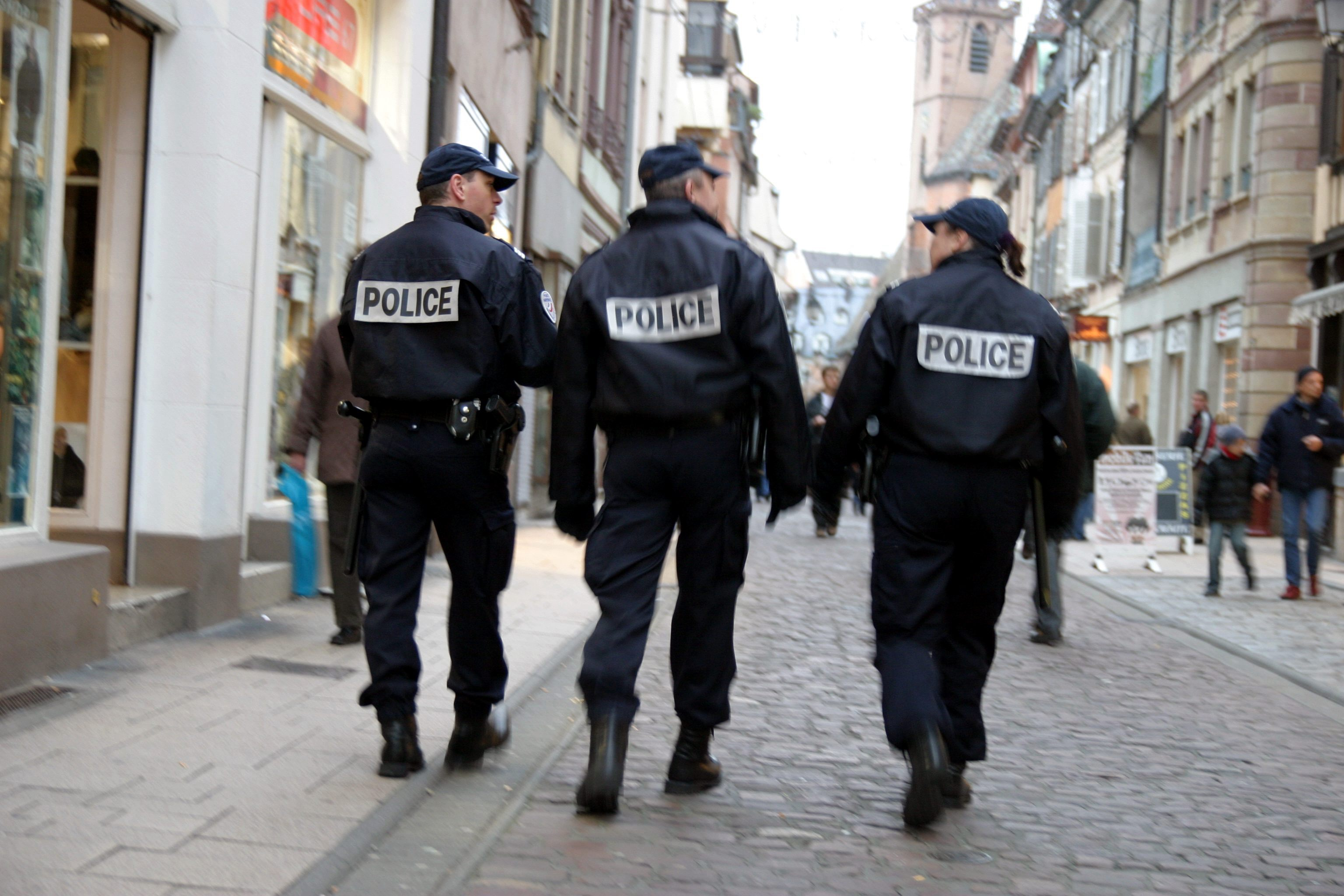
Patrouille d'îlotiers.

Le gardien de la paix fait respecter l'ordre public et garantit la protection des personnes et des biens. Il assure un rôle de sécurité et de dissuasion. Il constate les infractions aux lois et règlements.
Agent d'autorité, il porte aide et assistance aux personnes, prévient les actes de délinquance et interpelle les auteurs d'infractions pénales. Son travail s'effectue dans des services d'enquête, de renseignement, d'unités d'intervention ou de maintien de l'ordre.
Doté d'un uniforme, comme tout policier, différent selon son service d'affectation, le gardien de la paix peut être amené à travailler en civil selon sa mission. Dans ce dernier cas, il justifiera de sa qualité par sa carte professionnelle.
Il assume des tâches différentes suivant les services de police où il est affecté, par exemple :
- métiers de la sécurité publique avec l'assistance aux personnes, la prévention des actes de délinquance, le travail d'investigation… (affectation possible en brigade anti-criminalité (BAC), brigade motocycliste, brigade canine (maître-chien), prise de plaintes, aide aux victimes, etc.)…
- métiers des compagnies républicaines de sécurité (CRS) avec le maintien de l'ordre, les sections autoroutières, le secours en haute montagne, motard, sauveteur en mer...
- métiers de la police aux frontières (PAF) avec le contrôle des flux migratoires, la lutte contre le travail clandestin, travailler dans un aéroport...
- métiers de la police judiciaire avec le travail d'investigation, investigation en brigade centrale et en office, la lutte contre le crime organisé, contre les stupéfiants, répression du proxénétisme, être officier de police judiciaire et directeur d'enquête…
- métiers du renseignement…

## Habilitation judiciaire
L'élève gardien de la paix est agent de police judiciaire adjoint selon l'article 21 du Code de procédure pénale.
Le gardien de la paix, titulaire ou stagiaire, est agent de police judiciaire selon l'article 20 du Code de procédure pénale. Agissant sous la responsabilité d'un officier de police judiciaire (OPJ), il constate les crimes, délits et contraventions et en dresse procès-verbal (PV). Il enregistre par PV les déclarations de toute personne lui donnant un indice, preuve ou renseignement utile à une enquête. Il procède aux interpellations, filatures, surveillances, protections et rétablit l'ordre public si nécessaire.
Après un examen, un gardien de la paix peut acquérir la qualification d'officier de police judiciaire défini à l'article 16 du Code de procédure pénale. La majorité des enquêteurs sont des officiers de police judiciaire appartenant au corps d'encadrement et d'application. Un Officier de police judiciaire devient directeur d'enquête.

## Grades
Le gardien de la paix est le premier grade du corps d'encadrement et d’application.
- Élève gardien de la paix (grade pendant les 12 mois de scolarité (anciennement 8 mois : EGPx)
- Gardien de la paix stagiaire (grade à sa sortie d'école durant 12 mois (anciennement 16 mois : GPxs)
- Gardien de la paix (titulaire, GPx)
- Gardien de la Paix, à l'échelon 6 ou supérieur effectué un par un dans l'ancien systeme d'echelon, il ne s'agit pas d'un grade mais de la distinction ancienne de "Sous-Brigadier de Police"

Avant leur titularisation, les gardiens de la paix passent par deux grades, d'une durée d'un an chacun : élève gardien de la paix pendant leur formation puis gardien de la paix stagiaire, en activité.
La plupart du temps un jeune gardien de la paix qui sort d'école va en sécurité publique pour une durée minimale de trois ans où il est censé apprendre le métier. Il peut ensuite se spécialiser et aller dans le service de son choix (anti-criminalité, investigation).
Le gardien de la paix pourra s'élever dans la hiérarchie grâce à des examens professionnels (le fait de réussir l'examen d'officier de police judiciaire "bloc opj" lui donne le grade de Brigadier-Chef) et pourra en outre passer des qualifications (technicien de scène de crime, négociateur, plongeur à la brigade fluviale, sauveteur haute montagne, démineur, moniteur de tir et de techniques de sécurité en intervention, investigateur en cybercriminalité, opérateur BRI…).
Il pourra également tenter les concours internes d'officier de police ou de commissaire de police. Toutefois, si la voie interne a longtemps été considérée comme plus facile que la voie externe, la réforme de 2004 entérinant la déflation des corps des commissaires et des officiers de police la rend de plus en plus compliquée en raison du faible nombre de postes à pourvoir.
- Brigadier-chef de police ("Chef", B/C). Il s'agit du grade d'encadrement principal.

Présent sur le terrain avec ses effectifs, le Brigadier-Chef de Police est un manager de proximité, gestionnaire, encadrant, faisant le lien entre ses subalternes et la hiérarchie du Corps de Commandement (Officiers) et du Commissaire de Police, Chef de Service. Ayant généralement satisfait à des examens professionnels (Unités de Valeurs techniques et de Management), il assure généralement le rôle de Chef de Brigade et encadre les Brigadiers de Police, les Gardiens de la Paix et les Policiers-adjoints.
Pour les brigadiers et brigadiers-chefs de police travaillant dans les services particulièrement chronophages, cette même réforme de 2004 a instauré une voie d'accès professionnelle. Elle ouvre la possibilité aux membres du corps d'encadrement et d'application de passer au grade de lieutenant de police après l'étude de leur dossier, la réussite à diverses épreuves orientées sur la pratique professionnelle et un entretien avec un grand jury.
- Major de police ("Major")

Un major de police peut être nommé « responsable d'unité locale de police » (RULP), et peut alors suppléer un officier de police.

## Recrutement
Concours de catégorie B de la fonction publique, les gardiens de la paix sont recrutés par deux concours distincts :
- le premier concours est ouvert aux candidats titulaires du baccalauréat ou d'un diplôme équivalent, âgés de dix-huit ans au moins et de trente-cinq ans au plus au 1er janvier de l'année du concours et de nationalité française. De plus en plus de candidats se présentent au concours avec un niveau supérieur au bac (bac+2 à bac+5).
- le second concours est, dans la limite de 50 %[7] des emplois offerts au recrutement, ouvert :
  - aux policiers adjoints comptant au moins un an de service en cette qualité ;
  - aux cadets de la République à l'issue de leur formation professionnelle initiale d'un an ;
  - aux volontaires de l'armée en service dans la Gendarmerie Nationale titulaires du diplôme de gendarme-adjoint.

Conditions d'aptitude physique
- D'acuité visuelle : après correction, au moins égale à 15 dixièmes pour les deux yeux, avec un minimum de 5 dixièmes pour un œil, chaque verre correcteur ou lentille ayant un maximum de trois dioptries pour atteindre cette limite de 15 dixièmes ;
- Bonne condition physique.

Conditions générales
- Être titulaire d'un baccalauréat ;
- Avoir un casier judiciaire vierge et être de bonne moralité ;
- Être recensé et avoir accompli la journée d'appel de préparation à la défense, JAPD (candidats nés après le 31 décembre 1978).

Épreuves du concours
Les épreuves du concours sont décomposées en 3 parties: Les épreuves d'admissibilité, les épreuves de pré-admission et les épreuves d'admission.
Les épreuves d'admissibilité :
- Tests psychotechniques ;
- Résolution d'un ou plusieurs cas pratique; Les cas pratiques proposés doivent permettre aux candidats de faire valoir leur capacité à comprendre une situation, l’analyser et prendre des décisions.

Les épreuves de pré-admission :
- Parcours d'Habileté Motrice (PHM)
- Test Endurance Cardio-respiratoire test Luc Léger (TECR)

Les épreuves d'admission :
- Test de questions/réponses interactives (T.Q.R.I). Doté d’un boîtier électronique le candidat, après avoir visionné une image, disposera de 15 secondes par question en rapport avec l’image observée pour répondre. Les questions pouvant comporter des mises en situation à caractère pratique et déontologique.
- Entretien avec un jury ;
- Épreuve orale en langue étrangère (langues admises : allemand, anglais, arabe, espagnol et italien).

## Évolution du corps: évolutions des missions
Ces dernières années les polices municipales ont connu une augmentation de leurs effectifs et certaines ont été armées ; de même, au niveau territorial, les agents de surveillance de la voie publique (ASVP), chargés notamment des infractions au stationnement, sont apparus.
En outre apparaît aujourd'hui[Quand ?] une volonté de privatiser certaines[Lesquelles ?] fonctions de police.
Enfin, ces dernières années le nombre d'officiers et de commissaires de police a été réduit.
Ces trois mouvements contemporains, sans rapports logiques de prime abord, touchent finalement le métier de gardien de la paix. En effet, avec la montée en puissance de la police municipale et du secteur privé, le gardien de la paix se retrouve en corollaire dégagé de certaines missions basiques (exemple : infractions au stationnement prises en charge par les ASVP).
En outre, avec la réduction des cadres de la Police Nationale, il est obligatoirement de plus en plus employé pour compenser les baisses d'effectifs et par conséquent doit et devra de plus en plus passer le "bloc de qualification d'officier de police judiciaire" afin d'effectuer les enquêtes aux côtés ou à la place des officiers (ce faisant, le gardien de la paix accède automatiquement au grade de brigadier de police).
Afin de clarifier ce point, un gardien de la paix en sortie d'école est agent de police judiciaire. Son niveau correspond alors à celui d'enquêteur de police (avant la réforme de 1995 supprimant ce grade). Le gardien de la paix ayant été reçu à la qualification d'officier de police judiciaire correspond, de par son niveau de qualification et ses responsabilités, à l'ancien grade d'inspecteur de police. La réforme de 1995 a donc simplifié l'organisation de l'institution, mais également entraîné une certaine confusion dans la pensée collective. La population imagine en effet plus facilement un gardien de la paix le sifflet à la bouche qu'exerçant les fonctions d'enquêteur en brigade spécialisée. En effet, le corps des officiers se plaint de la baisse constante de leurs nombres pour exercer leurs anciennes fonctions d'enquêteur. Ce sont les managers de la police nationale. Les commissaires quant à eux, s'ils ont la qualité d'Officier de police sont des hauts fonctionnaires, ils ne participent plus activement aux enquêtes.